# Estádio Municipal Luis de Medeiros
Estádio Municipal Luis de Medeiros – stadion piłkarski, w Três Passos, Rio Grande do Sul, Brazylia, na którym swoje mecze rozgrywa klub Três Passos Atlético Clube.